# 怪獣チャンネル
『怪獣チャンネル』は、2016年3月3日からネット上で隔週の金曜日に配信されている音声配信によるWebラジオ形式のバラエティ番組である。正式名称は『ガイガン山崎と齋藤貴義の怪獣プロジェクト/怪獣チャンネル』。。 

## 番組概要
怪獣好きを自認するライターのガイガン山崎と、構成作家の齋藤貴義の二人が、毎回「怪獣」をテーマに雑談を繰り広げ、その魅力を伝える。
ファミリーレストランの隣席から聞こえてくる気になる話を、横で盗み聞きして楽しむ、と言う番組スタイルをコンセプトとしている。これは、聴取者への挨拶から始まる、他ラジオ番組への疑問から逆算したもの。そのため、番組中、聴取者に向かって挨拶をしたり語りかけたりすることはほとんどない。怪獣マニア、特撮マニアにしか理解できない専門用語も頻出するが、それについての解説やフォローなどは一切ない。
収録は、カラオケボックスを利用していることが番組内で明言された。
テーマは怪獣にまつわること全般。東宝怪獣やウルトラ怪獣、仮面ライダーやスーパー戦隊シリーズの怪人、特撮映画の俳優まで多岐に渡る。
京都みなみ会館で開催された上映イベント「超大怪獣SDX2」内にて、2017年5月21日に「怪獣チャンネルpresents『GODZILLA』（2014）大音量上映！」を実施。あわせて前日の20日に初のライブイベント『飛び出す怪獣チャンネル ～京都編～』を京都みなみ会館１Ｆの特設会場で開催した。その模様のダイジェスト版が第51回で配信されている。。
配信10本をまとめたCDを「CD Edition」としてイベントなどで販売。コミックマーケット95（2018年）では「怪獣チャンネルカード」のオマケ付きでCDを販売した。

毎年元旦には、「怪獣チャンネルon Youtube」で無料配信を行なっている。

## 配信リスト
- 第1回配信(2016.03.03)　ゴジラ［無料配信］
- 第2回配信(2016.03.03)　パシフィック・リム
- 第3回配信(2016.03.16)　プレデター
- 第4回配信(2016.03.31)　ヘドラ+遊星からの物体X
- 第5回配信(2016.04.02)　バットマン vs スーパーマン ジャスティスの誕生［無料配信］
- 第6回配信(2016.04.07)　獣人+機械獣
- 第7回配信(2016.04.14)　ドラゴンクエスト
- 第8回配信(2016.04.21)　デルザー軍団
- 第9回配信(2016.04.27)　アタック・ザ・ブロック+アウトランダー
- 第10回配信(2016.05.05)　レッドマン+女だらけの怪獣大会
- 第11回配信(2016.05.14)　成田亨
- 第12回配信(2016.06.02)　ジャイアントロボ
- 第13回配信(2016.06.09)　ダーククリスタル
- 第14回配信(2016.06.16)　ガメラ（前編）
- 第15回配信(2016.06.23)　ガメラ（後編）
- 第16回配信(2016.06.30)　スターウォーズ
- 第17回配信(2016.07.07)　ウルトラマン80
- 第18回配信(2016.07.14)　ローランド・エメリッヒ
- 第19回配信(2016.07.21)　吸血妖怪ダイモン
- 第20回配信(2016.07.28)　ウィレム・デフォー
- 第21回配信(2016.08.04)　ポケモンGO+鳥怪獣
- 第22回配信(2016.08.11)　シン・ゴジラ
- 第22.0回配信(2016.08.11)　シン・ゴジラ［無料配信］ ＊第22回配信の短縮版
- 第23回配信(2016.08.18)　ゴーストバスターズ
- 第24回配信(2016.08.25)　ウルトラマングレートウルトラマンパワードウルトラマンオーブ
- 第25回配信(2016.09.08)　平成ゴジラ+原田大二郎
- 第26回配信(2016.09.15)　ゼットン
- 第27回配信(2016.09.22)　ザク
- 第28回配信(2016.10.08)　デストロン怪人
- 第29回配信(2016.10.12)　特撮大百科
- 第30回配信(2016.10.27)　電人ザボーガー
- 第31回配信(2016.11.03)　金星竜イーマ
- 第32回配信(2016.11.11)　池谷仙克
- 第33回配信(2016.11.24)　ダンバイン
- 第34回配信(2016.12.03)　バルタン星人
- 第35回配信(2016.12.15)　エイリアン
- 第36回配信(2016.12.22)　ギャレス・エドワーズ
- 第37回配信(2016.12.29)　ポケモン サン/ムーン
- 第38回配信(2017.01.01)　モチロン［無料配信］
- 第39回配信(2017.01.19)　宇宙刑事
- 第40回配信(2017.01.27)　マイティ・ソー
- 第41回配信(2017.02.09)　キングギドラ
- 第42回配信(2017.02.24)　キングコング
- 第43回配信(2017.03.03)　ウルトラファイト
- 第44回配信(2017.03.10)　キノコルゲ
- 第45回配信(2017.03.23)　グラボイス
- 第46回配信(2017.03.31)　ミニラ
- 第47回配信(2017.04.08)　スカルアイランド（前編）［無料配信］
- 第48回配信(2017.04.08)　スカルアイランド（後編）
- 第49回配信(2017.04.20)　3mの宇宙人
- 第50回配信(2017.05.05)　怪奇大作戦
- 第51回配信(2017.05.26)　ギャレスゴジラ
- 第52回配信(2017.06.15)　ウルヴァリン
- 第53回配信(2017.06.22)　ウルトラマンティガ
- 第54回配信(2017.06.29)　ディーコン
- 第55回配信(2017.07.13)　ハカイダー
- 第56回配信(2017.07.20)　ギルハカイダー
- 第57回配信(2017.07.28)　パワーレンジャー
- 第58回配信(2017.08.03)　2017夏映画（ライフ，ジョン・ウィック:チャプター2，トランスフォーマー/最後の騎士王，パイレーツ・オブ・カリビアン/最後の海賊，HiGH&LOW THE MOVIE2）
- 第59回配信(2017.08.10)　スパイダーマン
- 第60回配信(2017.08.31)　キャプテンウルトラ
- 第61回配信(2017.09.25)　エイリアン: コヴェナント
- 第62回配信(2017.10.05)　ベロクロン
- 第63回配信(2017.10.13)　アポロガイスト
- 第64回配信(2017.10.19)　荒垣副隊長
- 第65回配信(2017.10.19)　ダン隊長
- 第66回配信(2017.11.16)　ナナツマン
- 第67回配信(2017.11.25)　クロダコブラザーズ
- 第68回配信(2017.12.01)　デモゴルゴン
- 第69回配信(2017.12.15)　世界妖怪図鑑
- 第70回配信(2017.12.28)　ゴジラアース
- 第71回配信(2018.01.01)　タイラント
- 第72回配信(2018.01.12)　ザンニン
- 第73回配信(2018.02.02)　スノーゴン
- 第74回配信(2018.02.15)  リオレウス
- 第75回配信(2018.03.08)　ゴジラ
- 第76回配信(2018.03.23)　ネッシー
- 第77回配信(2018.04.29)　レッドキング
- 第78回配信(2018.05.06)　メカゴジラ
- 第79回配信(2018.05.17)　ドウェイン・ジョンソン
- 第80回配信(2018.06.10)　アマゾン
- 第81回配信(2018.08.05)　地獄大使
- 第82回配信(2018.10.05)　フジティブプレデター
- 第83回配信(2018.10.21)　ゲバコンドル
- 第84回配信(2018.11.29)　バラモンキング
- 第85回配信(2018.12.18)　赤影
- 第86回配信(2019.01.01)　ミラクル星人
- 第87回配信(2019.03.03)　ルパンイエロー＆パトレン３号
- 第88回配信(2019.03.08)　マガバッサー
- 第89回配信(2019.05.22)　エレキング
- 第90回配信(2019.06.05)　ドハティゴジラ前編
- 第91回配信(2019.06.05)　ドハティゴジラ後編
- 第92回配信(2019.06.28)　ドラコ
- 第93回配信(2019.07.27)　ダイビングビートル
- 第94回配信(2019.10.16)　ジョーカー
- 第95回配信(2019.10.23)　バラゴン
- 第96回配信(2019.10.30)　キャプテン・アメリカ

## 出演者
- ガイガン山崎
- 齋藤貴義

## 番組テーマ曲
- 「怪獣チャンネルのテーマ」（無料配信中）

## CD
- 「怪獣チャンネルCDエディション　season1」（2017年1月日本オタク大賞2016にて発売）
- 「怪獣チャンネルCDエディション　season2」（2017年1月日本オタク大賞2016にて発売）
- 「怪獣チャンネルCDエディション　season3」（2017年1月日本オタク大賞2016にて発売）
- 「怪獣チャンネルCDエディション　season4」（2017年2月ワンダーフェスティバル2017Winterにて発売）
- 「怪獣チャンネルCDエディション　season5」（2017年5月『飛び出す怪獣チャンネル ～京都編～』にて発売）
- 「怪獣チャンネルCDエディション　season6」（2018年1月日本オタク大賞2017にて発売）
- 「怪獣チャンネルCDエディション　season7」（2018年1月日本オタク大賞2017にて発売）
- 「怪獣チャンネルCDエディション　season8」（2018年7月ワンダーフェスティバル2018Summerにて発売）
- 「怪獣チャンネルCDエディション　season9」（2019年2月ワンダーフェスティバル2019Winterにて発売）
- 「怪獣チャンネルCDエディション　season10」（2020年2月ワンダーフェスティバル2020Winterにて発売）
- 「怪獣チャンネルCDエディション　season11」（2022年7月ワンダーフェスティバル2022Summerにて発売）
- 「怪獣チャンネルCDエディション　season12」（2022年7月ワンダーフェスティバル2022Summerにて発売）